# ヒズル
ヒズル・ハン（خضر خان/khiḍr khān、? - 1361年）は、バトゥ家断絶後（1360年5月〜6月、1361年8月）のジョチ・ウルスのハン。ジョチの五男のシバンの玄孫であり、シバン家出身の王族としては始めてハン位についたことで知られる。

## 概要
チンギス・カン家の系譜情報を網羅する『高貴系譜』や『勝利の書なる選ばれたる諸史』などによると、ヒズル・ハンはジョチの五男シバンの三男カダクの息子トレ・ブカの息子マングタイの息子であるとされる。
16世紀に編纂された『チンギズ・ナーマ』によると、バトゥ家が断絶した後の混乱期にウズベク・ハンの正妃であったタイトグリという女性がシバン家のヒズルを招聘してハンに推戴しようとした。タイトグリは更にヒズルと再婚することで自らの地位を保持しようとしたが、ヒズルはあるベグの勧めによってタイトグリとの結婚を了承しなかったため、両者は決裂しヒズルは追放された。しかし、最終的にヒズルはホラズム地方の支配者コンギラト・アク・フサインの協力を得てサライを奪取し、タイトグリを捕殺しハンに即位したという。
一方、ロシア語史料の『ニコン年代記』にはバトゥ家最後のハンとなったベルディ・ベクがクルナによって殺害された後、ハン位はクルナから「ヴォルガ河の帝王」ナウルーズ・ベクに受け継がれたが、「ヤイク河の向こうの帝王ヒズル」とサライのベグたちの陰謀によってナウルーズと「帝妃タイトグリ」は殺害されたと記される。いずれにせよ、ヒズルがバトゥ家断絶後のジョチ・ウルス右翼（＝バトゥ・ウルス）に乗り込み、タイトグリに代表される敵対者を打倒してハンとなったことは間違いない。
1361年にはヒズル・ハンは息子のテムル・ホージャ（史料によってはムラードとも）によって殺されてしまったが、テムル・ホージャもクリミア地方の有力諸侯ママイによって殺されてしまい、ジョチ・ウルス右翼はサライを中心とする東半を支配し独自にハンを称するシバン家と、クリミア地方を中心とする西半を支配し傀儡ハンを立てるママイの勢力（ママイ・オルダ）が並立することになった。

## シバン家
- ジョチ太子(Jöči ＞朮赤/zhúchì,جوچى خان/jūchī khān)
  - シバン(Šiban ＞شيبان/šībān)
    - カダク(Qadaq ＞قاداق/qādāq)
      - トレ・ブカ(Töle buqa ＞تولا بوقا/tūlā būqā)
        - マングタイ(Manγtai ＞داربو/mānkqūtāy)
          - ヒズル・ハン(Hiḍr qan ＞خضر خان/khiḍr khān)
            - テムル・ホージャ(Temür khwaja ＞تیمور خواجه/tīmūr khwāja)

          - ムラート(Murād ＞مراد خان/murād khān)

    - バハドル(Baγatur ＞تولا بوقا/bahādur)
      - ジョチ・ブカ(Jöči buqa ＞جوچى بوقا/jūchī būqā)
        - ヤダクル(Yadaqul ＞تولا بوقا/yādāqūl)
          - ミン・テムル(Ming temür ＞مينك تيمور/mīnk tīmūr)